# Barbie (videogioco 1984)
Barbie è un videogioco per bambine del 1984 per Commodore 64 ispirato alla celebre linea di bambole Barbie.

## Modalità di gioco
Il giocatore controlla il personaggio di barbie alle prese con un appuntamento amoroso con il fidanzato Ken. Il giocatore oltre controlla Barbie mentre guida la propria automobile lungo la città in cerca di negozi, deve anche scegliere la giusta combinazione d'abiti che deve indossare, affinché l'appuntamento abbia un buon esito. Il gioco è stato negativamente criticato per non insegnare alle bambine il valore del denaro.